# Spedizione di Chamuscado e Rodríguez
La spedizione di Chamuscado e Rodríguez, detta anche spedizione Rodríguez-Sánchez fu una spedizione effettuata nel territorio dell'attuale Nuovo Messico da Francisco Sánchez, detto "El Chamuscado", e frate Agustín Rodríguez, nel periodo dal giugno 1581 all'aprile del 1582. La spedizione partì da Santa Bárbara, nell'attuale Messico, e risalì il corso del Rio Grande a monte di La Junta de los Ríos (attuale Presidio), giungendo fino alla valle del fiume Pecos. Durante il viaggio di ritorno Sánchez si ammalò gravemente e morì.

## Antefatto
Nonostante che la spedizione di Coronado del 1540, nel sud-ovest degli attuali Stati Uniti, si fosse rivelata un sostanziale insuccesso, gli spagnoli erano attratti dalle ricchezze minerarie di quei territori e avevano comunque proseguito la loro penetrazione nel Messico settentrionale. Tra il 1554 ed il 1562 l'esploratore Francisco de Ibarra conquistò i territori che corrispondono agli attuali Stati messicani di Durango e Chihuahua che divennero nel 1562 la provincia della Nueva Vizcaya ("Nuova Biscaglia"). La scoperta dell'argento in questi territori attirò nuovi abitanti e vennero pertanto realizzati vari insediamenti.
Nel 1567 venne fondata la città di Santa Bárbara, nell'odierno Chihuahua, che si trovava al centro di un ricco distretto minerario. Nel 1580 la città era l'avamposto più settentrionale della Nuova Spagna e brulicava di soldati e anche di religiosi. Fra questi ultimi vi era un francescano laico di nome Agustín Rodríguez che era stato inviato come missionario lungo il Rio Conchos. Padre Rodríguez era incuriosito dalla lettura dei resoconti dei viaggi di Cabeza de Vaca e dal fatto che alcuni nativi, catturati da spedizioni fatte oltre il Rio Grande alla ricerca di schiavi da impiegare nelle miniere, raccontavano di popolazioni che vivevano al nord in città, indossando abiti di cotone e coltivando il mais.
Nel mese di novembre 1580 padre Rodríguez presentò una petizione al viceré Lorenzo Suárez de Mendoza, chiedendo che gli fosse concessa una licenza per condurre alcuni missionari nei territori inesplorati a nord di Santa Bárbara "al fine di predicare il Vangelo". Il viceré gli concesse il permesso autorizzandolo a portare con sé altri frati e un massimo di venti soldati come scorta per la sicurezza. Inoltre venne richiesto di individuare un soldato come capo della spedizione e padre Agustín diede questo incarico a Francisco Sánchez, comunemente chiamato El Chamuscado, per la sua barba rosso fiammante, che presumibilmente già conosceva.
Venne quindi costituita la squadra, composta da tre religiosi e nove soldati. Oltre a padre Agustín Rodríguez, i religiosi erano padre Francisco López e padre Juan de Santa María. I soldati erano, oltre al capitano Francisco Sánchez Chamuscado, Hermán Gallegos (con compiti di cronista della spedizione), Pedro de Bustamante, Hernando Barrado, Felipe de Escalante, Pedro de Heviera, Pedro Sánchez de Fuensalida, Juan Sánchez de Fuensalida, e Sánchez de Chávez. Li accompagnavano diciannove servi indiani, di cui due donne. Completavano l'equipaggiamento una buona scorta di armi, 90 cavalli, 600 mucche, capre e suini.

## La spedizione

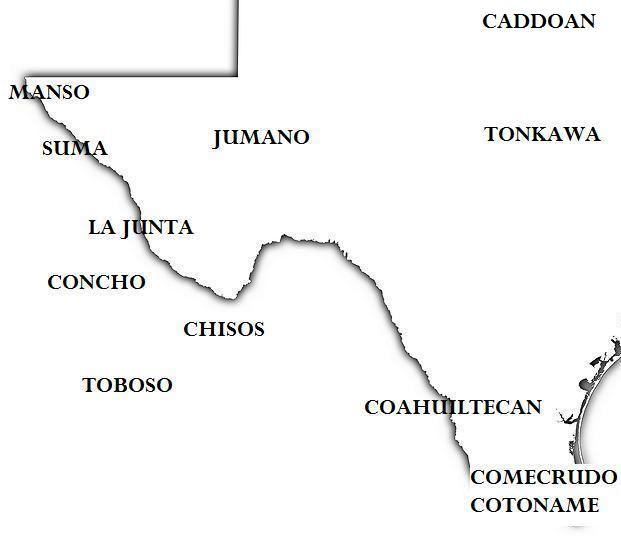
Posizione approssimativa delle popolazioni native nella parte occidentale del Texas e del Messico settentrionale intorno al 1600.

La spedizione partì da Santa Bárbara il 5 giugno 1581. Essi risalirono il fiume San Gregorio fino alla confluenza con il Conchos e con il Rio Florido e da lì fino al Rio Grande.
I primi nativi che incontrarono erano i Conchos, chiamati Chichimecos, che vivevano in una striscia di territorio lungo le rive del fiume Conchos a nord della giunzione Conchos-Florido. Questi nativi non usavano vestiti, vivevano prevalentemente di caccia, e non avevano case permanenti. Vengono descritti da Gallegos come "brutti, pigri, e sporchi". Successivamente incontrarono un'altra popolazione, i Pazaguantes che abitavano lungo le rive del fiume Conchos per una distanza circa quaranta miglia. Il terzo popolo che incontrarono erano gli Jumanos. Essi abitavano una vasta regione alla confluenza del Conchos con il Rio Grande ed erano composti da vari gruppi con linguaggi e usanze molto simili. Il gruppo che viveva più vicino alle sponde del Rio Grande prendeva il nome di Otomoacos. Gli Otomoacos vengono descritti con usi simili agli altri nativi già incontrati, ma più intelligenti ed abitavano in "case ben fatte costruite con palizzate e fango". Queste erano le prime residenze fisse che essi incontrarono nel loro viaggio. Anche gli Otomoacos vivevano prevalentemente di selvaggina e pesce. La valle del Rio Grande nei pressi dello congiunzione con il Conchos venne chiamata "Valle de Concepción".
Avuta conferma che più a nord vivevano popoli che usavano vestiti ed abitavano in grandi pueblo, il gruppo ripartì risalendo il corso del Rio Grande incontrando dapprima un insediamento di Otomoacos chiamato Magdalena e poi un altro gruppo di nativi chiamato Caguates o Caguases. Questi ultimi riferirono agli spagnoli che a circa sette giorni di cammino lungo il fiume vivevano altri popoli, ma queste previsioni si rivelarono molto ottimistiche. Infatti dopo tre giorni gli spagnoli incontrarono una vasta zona paludosa di circa "otto leghe" di lunghezza, da loro chiamata "Valle de Valientes", che impiegarono quindici giorni ad attraversare.
Il 21 agosto 1581, quando i viveri cominciavano a scarseggiare e temevano di essere stati volontariamente ingannati, trovarono il primo pueblo dei Piro. Questo pueblo venne chiamato San Felipe, ed era situato probabilmente presso quello che divenne successivamente Fort Craig. Il pueblo era disabitato in quanto gli abitanti erano fuggiti all'arrivo degli spagnoli. Convinti che non correvano pericoli i nativi tornarono e fecero una buona accoglienza ai visitatori.
Dopo una permanenza di quattro giorni a San Felipe gli spagnoli ripartirono risalendo il Rio Grande che loro chiamavano Guadalquivir ed incontrarono molti altri pueblo Piro. Essi descrissero e nominarono questi pueblo, ma in modo che non è sempre possibile identificarne l'esatta localizzazione. I due pueblo a nord di San Felipe che si trovavano uno di fronte all'altro sui due lati del fiume sono probabilmente Trenaquel (detto anche Tzenaquel) sulla riva ovest, che chiamarono San Miguel, e Qualacu sulla riva est, che chiamarono Santiago. Proseguendo verso nord giunsero al confine settentrionale dei Piro. Qui vi erano due peublo che chiamarono El Oso (o El Osso), che probabilmente era Alamillo, e La Pedrosa. Oltre Alamillo vi erano altri due piccoli pueblo che chiamarono Pueblo Nuevo e Ponsitlan, entrambi sulla riva est del Rio Grande. Uno di questi era probabilmente Sevilleta, il più settentrionale dei pueblo Piro.
Proseguendo ad avanzare verso nord Chamuscado e compagni entrarono quindi nel territorio dei Tiwa. Qui visitarono numerosi pueblo fra cui Isleta sulla riva orientale del fiume, da loro chiamato Taxomulco. A nord di Isleta incontrarono un fitto gruppo di pueblo. Fra questi Gallegos riferisce di uno chiamato Santa Catalina, che era probabilmente Alameda e di uno chiamato San Mateo, che era Puaray. Infine a nord di San Mateo si trovava un grande pueblo di 120 case che Gallegos chiamò Puaray, ma che probabilmente era Sandia. A nord di Puaray (Sandia), presso l'attuale Bernalillo sulla riva est del Rio Grande, essi scoprirono altri cinque pueblo, di cui il più a nord chiamato Caceres, in cui giunsero il 2 settembre 1581.
A nord di Bernalillo si trovavano i Keres. Il primo pueblo keres che incontrarono si trovava presso la foce del Galisteo e fu chiamato Campos che corrisponde a Santo Domingo. Di fronte a Campos, sulla riva opposta del fiume si trovava Palomares (San Felipe) e più a nord Medina de la Torre, che corrisponde con ogni probabilità a Cochiti. A Medina de la Torre gli esploratori abbandonarono il Rio Grande per risalire un suo affluente, il Santa Fe River, che sfociava nei pressi del pueblo. Il 6 settembre 1581 trovarono quattro pueblo, Guaxitlan, Guarda, Valladolid, e La Rinconada. Questi pueblo possono molto verosimilmente essere alcune delle rovine attuali che costeggiano le rive del fiume Santa Fe nei pressi dell'attuale città di Santa Fe. Chamuscado e i suoi seguaci furono pertanto con ogni probabilità i primi europei a visitare al luogo dove sorge l'attuale capitale del Nuovo Messico.
Dalla regione di Santa Fe si diressero poi a sud, nella valle di Galisteo. Qui Padre Juan de Santa Maria manifestò la sua intenzione di tornare in Messico per redigere un rapporto di tutte le scoperte fatte dalla spedizione. Nonostante il parere contrario di tutti i suoi compagni di viaggio, padre Santa Maria lasciò la spedizione per fare ritorno in Messico il 10 settembre 1581, come indicato in una dichiarazione giurata che Chamuscado fece redigere e firmare dal padre prima della sua partenza. Era intenzione di Padre Santa Maria tentare un percorso più breve per tornare in Messico passando a est dei monti Manzano e poi ricollegarsi al Rio Grande. Purtroppo il terzo giorno dopo la sua partenza egli venne ucciso dagli indiani. I suoi compagni tuttavia seppero della sua morte solo diverso tempo dopo.
Dopo la partenza del loro compagno gli spagnoli ritornarono al Rio Grande e proseguirono la risalita del fiume verso il territorio dei Tewa, più a nord degli insediamenti Keres. Il primo pueblo che incontrarono si trovava presso un ruscello sulla riva orientale del rio Grande. Il pueblo non venne indicato con un nome, ma si trattava con ogni probabilità di San Ildefonso. Il pueblo successivo venne chiamato Castilla de Avid, e si trovava nel sito attuale di San Juan, presso la foce del fiume Chama. A nord di Castilla de Avid si trovavano due altri pueblo chiamati Suchipila e Talaban (uno di questi era probabilmente Picuris).
Gli spagnoli si diressero quindi a nord, lasciando il Rio Grande, e arrivarono al pueblo di Taos, da loro chiamato Nueva Tlascala, che era il più grande della regione. Successivamente tornarono a San Juan (Castilla de Avid) ed esplorarono la valle del fiume Chama dove trovarono tre pueblo. Il primo di questi, che si trovava all'imboccatura della valle, venne chiamato Castilla Blanca. Questo pueblo è probabilmente Yuque Yunque, che nel 1598 venne rinominato San Gabriel da Juan de Oñate, che vi pose la capitale della Provincia del Nuovo Messico.
Gli esploratori tornarono quindi al Rio Grande e risalirono il fiume Galisteo alla ricerca dei bisonti che gli era stato detto si trovassero a trenta leghe (circa 130 km) a est. A cinque leghe di distanza dalla foce del fiume trovarono quattro pueblo: Malpartida, Malagón, Piedrahita, e Galisteo.
Piedrahita era il più orientale e corrisponde a San Cristobal. Malpartida fu il primo pueblo menzionato e può dunque essere identificato con San Marcos. Il successivo pueblo menzionato da Gallegos era Malagón, definito come un piccolo pueblo vicino Malpartida, è quindi probabile che esso corrisponda a San Lazaro. Infine Galisteo coincide con il pueblo di Galisteo sito nei pressi dell'omonima città.
Il 28 settembre il gruppo partì da Piedrahita verso est alla ricerca della regione dei bisonti. Dopo cinque giorni di viaggio, il 3 ottobre, giunsero al fiume Pecos, da loro chiamato Rio de Santo Domingo, nei pressi dell'attuale villaggio di Anton Chico, nella Contea di Guadalupe. Scendendo lungo il Pecos, a poche leghe di distanza, trovarono un accampamento con circa 400 indiani Querecho, un popolo nomade che viveva prevalentemente cacciando i bisonti. Seguendo le indicazioni dei Querecho essi lasciarono il Pecos alle loro spalle e si diressero verso est fino a quando il 10 ottobre 1581 incontrarono delle grandi mandrie di bufali, che altro non erano se non i bisonti americani. Essi ne uccisero un gran numero con i fucili, quindi tornarono all'accampamento dei Querecho e da li rientrarono nella valle di Galisteo.
Al loro ritorno a Piedrahita gli spagnoli seppero dell'uccisione di padre Santa Maria, ed ebbero qualche problema con i nativi che gli uccisero alcuni cavalli. Essi ritornarono quindi al Rio Grande e discesero a sud fino alla confluenza del fiume Jemez, sulla riva occidentale dei Rio Grande. Da qui risalirono la valle dello Jemez incontrando due pueblo: Puertofrio e Baños che corrispondono con ogni probabilità ai pueblo Keres di Santa Ana e Zia che sono i soli pueblo importanti della bassa valle dello Jemez.
Dalla valle dello Jemez gli spagnoli si spinsero ancora più ad ovest, alla ricerca di altri insediamenti e miniere di cui avevano sentito parlare mentre si trovavano a Puaray. Arrivarono quindi al pueblo di Acoma che venne descritto da Gallegos come avente 500 case e posto in posizione fortificata. Da Acoma, proseguendo in direzione ovest, raggiunsero quindi l'area occupata dagli Zuñi, dove scoprirono sei pueblo che chiamarono: Aquima, Maca, Aconagua, Allico, Coaguima e Acana. Maca, successivamente noto come Matsaki, era il più nord-orientale dei pueblo Zuni. Allico, chiamato Aguicobi da Coronado, ora conosciuto come Hawikuh era il più sud-occidentale pueblo del gruppo ed il più grande, in quanto dalla relazione di Gallegos vi risultano 118 case. Aconagua, chiamato Halonagu da Oñate, era Halona, nei pressi dell'attuale Zuni Pueblo. Aquima, nota come KiaKima, si trovava a sud-ovest di Aconagua. Coaguima o anche Coaquina, nota poi come Kwakina, si trovava alle pendici sud-ovest delle Thunder Mountain. Infine Acana, chiamata Canabi da Oñate, e nota con il nome zuni di Kechipauan, si trovava su un mesa ad est di Ojo Caliente.
Mentre si trovavano nel territorio Zuni gli spagnoli appresero che a due giorni di distanza in direzione ovest si trovavano le popolazioni dei Moqui (gli Hopi che tuttavia non poterono visitare a causa di una nevicata che li costrinse a tornare a Puaray seguendo lo stesso percorso fatto all'andata.
Tornati al Rio Grande gli spagnoli andarono ad esplorare la zona delle saline a est dei monti Manzano dove trovarono diversi pueblo. Quest'area era allora abitata dai Tompiro, nativi pueblo di lingua Tano, per cui è probabile che questi pueblo fossero appunto quelli abitati da detto popolo, fra cui il più noto è Quaraí, nei pressi di Manzano.
Tornati a Puaray gli spagnoli cominciarono a valutare di tornare in Messico per comunicare al viceré le scoperte fatte. I soldati erano favorevoli al ritorno, ma i due frati, padre Rodriguez, e padre López volevano restare per predicare la religione cattolica fra i nativi. Non riuscendo a convincerli Chamuscado fece preparare un documento analogo a quello utilizzato per la partenza di padre Santa Maria, in cui veniva certificata la decisione dei frati di restare di loro volontà, quindi, dopo aver lasciato ai frati parte delle loro scorte e alcuni dei servi indiani che li avevano accompagnati, Chamuscado ed i suoi otto uomini partirono da Puaray il 31 gennaio 1582.
Essi percorsero la stessa strada fatta all'andata, fermandosi di tanti in tanto a raccogliere minerali sulle montagne presso il Rio Grande. Quando giunsero presso El Paso, Chamuscado, a causa delle difficoltà del viaggio e per l'età avanzata, (aveva quasi settanta anni), si ammalò gravemente. I suoi compagni cercarono di riportarlo a casa e siccome era troppo debole per andare a cavallo, gli costruirono una lettiga che venne trasportata da due cavalli. Purtroppo il capitano morì quando erano circa quaranta leghe di distanza da Santa Barbara. Gli otto superstiti, guidati da Hernan Gallegos, arrivarono a Santa Barbara il 15 aprile del 1582, dopo circa undici mesi dalla loro partenza.
Da qui Gallegos proseguì per Città del Messico, dove giunse l'8 maggio 1582, per informare il viceré Lorenzo Suárez de Mendoza sulla spedizione, consegnandogli una serie di reperti provenienti dalle terre esplorate quali: indumenti di cotone, pelli di bisonte, minerali e cesti di vimini ed in terracotta. Gallegos successivamente si recò in Spagna, a Madrid, il 30 marzo 1583, per chiedere alla corona il permesso per una spedizione di ritorno, che tuttavia non venne concessa.
Circa tre mesi dopo l'arrivo dei superstiti a Santa Barbara, si presentarono due dei servi indiani, Francesco e Geronimo, che erano rimasti a Puaray con i due frati. Essi raccontarono che i due frati erano stati uccisi dai nativi. Poco dopo la partenza dei soldati, gli abitanti di Puaray uccisero Padre López. Francisco e Geronimo, spaventati fuggirono, e mentre correvano sentirono grida nel pueblo e pertanto ritennero che i nativi avessero attaccato anche padre Rodríguez.

## Conseguenze
La spedizione di Chamuscado e Rodríguez viene spesso considerata un episodio minore della conquista spagnola del Nuovo Messico. Tuttavia essa ebbe una notevole importanza, in quanto diede nuova concretezza alle ipotesi su una nuova terra da conquistare che l'impresa di Coronado aveva lasciato sul vago. Essa costituì inoltre la base per l'impresa successiva di Espejo che a sua volta aprì la strada alla colonizzazione del Nuovo Messico da parte di Oñate. 